# Terasa kemowa
Terasa kemowa – odmiana kemu powstająca na przedpolach lodowca lub lądolodu, gdy sedymentacja zachodzi między krawędzią lodowca a stokiem i tworzy horyzontalne półki. Na niektórych obszarach terasy kemowe mogą występować na kilku poziomach, co oznacza, że lądolód zanikał etapami.